# Голубчиков Юрій Миколайович
Голубчиков Юрій Миколайович (1 січня 1953 року, Львів) — радянський, російський вчений-географ, спеціаліст з географії гірських і полярних країн, теорії глобальних природних катастроф. Провідний науковий співробітник кафедри рекреаційної географії та туризму географічного факультету Московського державного університету імені М. В. Ломоносова. Юрій Голубчиков — автор наукової концепції швидкоплинної глобальної катастрофи мегацунамі в історії біосфери, яка є альтернативою еволюційної теорії тривалих льодовикових періодів. У 2005 році, досліджуючи можливі сценарії розвитку Росії і демографічну динаміку зменшення корінного населення, вперше увів у світовий науковий обіг термін «етнозаміщення».

## Біографія
Народився, згідно з паспортними даними, 1 січня 1953 року, фактично — 28 грудня 1952 року у Львові в родині Миколи Яковича Голубчикова і його дружини Зінаїди Іванівни Аршинової. Батько після важких поранень на фронті був відряджений на боротьбу з українськими повстанцями до Західної України. 1957 року батько закінчив географічний факультет Львівського університету, мати — випускниця 1948 року філологічного факультету Чернівецького університету. Батьки працювали вчителями з географії та російської мови в середніх школах Львова.
1970 року Юрій вступив на географічний факультет Московського державного університету, який закінчив 1975 року. Після закінчення був залишений в аспірантурі при кафедри фізичної географії СРСР, був учнем радянських географів-ландшафтознавців Солнцева М. А. та Миколи Гвоздецького М. А.. 1980 року захистив кандидатську дисертацію на тему «Ландшафтно-геофізичні особливості муссонно-мерзлотної гірської тайги зони БАМу». Працював в експедиціях на Далекому Сході, Таймирі і плато Путорана. Штатну науково-педагогічну діяльність на географічному факультеті МДУ почав з січня 1984 року молодшим науковим співробітником кафедри фізичної географії зарубіжних країн та геоекології світу. З 1986 року по 2002 рік старший науковий співробітник лабораторії геоекології Російської Півночі, з 2002 року провідний науковий співробітник лабораторії «Московський регіон», включеної 2005 року до складу кафедри рекреаційної географії і туризму. За роки викладацької діяльності в університеті створив ряд курсів: Гори світу (1987), Фізична географія світу (1996), Географія людини (2003), Катастрофи в історії Землі і людини (2009), Основи гуманітарної географії (2012), Гуманітарне природознавство (2014).
З вересня 1989 по березень 1990 року працював у Пекінському університеті, з червня по жовтень 1994 року — у Кембриджському університеті, з березня по липень 1994 року був запрошеним професором університету Альберти (Канада), з жовтня 2005 по січень 2006, та з вересня 2010 по січень 2011 року — Центрально-Європейського університету в Будапешті. У листопаді 2011 року був у відрядженні на Тайвані, у 2015—2017 роках читав лекції для студентів та співробітників Московського фізико-технічного інституту (МФТИ) на Кіпрі. Протягом 2009—2011 років був заступником генерального директора ВАТ «Росгипролес». З 2011 року читає лекції з географії в Маніхінській і Жовтневій школах Істрінського району Московської області.
Голубчиков Юрій Миколайович веде активну громадську роботу. 1988 року виступив у журналах «Огонёк» і «Энергия» та у телепрограмі «Взгляд» російського телебачення з ініціативою розсекретити для загального користування великомасштабні топографічні карти територій СРСР. З 1994 по 1997 роки був заступником головного редактора науково-популярного журналу «Терра Інкогніта». Крім спеціалізованих наукових журналів Голубчиков публікувався також у «Незавісімій газеті», «Общій газеті», «Правді», журналі «Огонёк». Веде рубрику «Краєзнавство» в додатку до «Незалежної газети» «НГ-Наука». 2011 року створював і наповнював спеціалізований сайт РИА Новости «Арктика-територія діалогу». Протягом 2008—2011 років був вченим секретарем робочої групи з природокористування Рахункової палати РФ (голова Аксючиц В. В.).

## Наукові праці
Голубчиков Юрій Миколайович автор 420 наукових і публіцистичних статей і 12 книг; загалом 34 книги, включно з атласами, брошурами та колективними монографіями. Велике число публікацій присвячено проблемам освоєння російського Півночі, природи Камчатки, Ямалу і Саян, заповідників та природних резерватів Росії, рекультивації земель нафтових і газових родовищ, питань лісокористування, екології Москви, критиці теорії біологічної еволюції. Найбільшу популярність отримали книги:
- (рос.) Гвоздецкий Н. А., Голубчиков Ю. Н. Горы. — М. : Мысль, 1987. — 400 с. — (Природа мира) — 50 тис. прим. — Книга відомих радянських географів було першою в радянській географічній літературі працею для широкого кола читачів, що описувала усі гірські комплекси планети. Це значне узагальнення великої кількості спеціалізованої радянської та зарубіжної літератури, доповнене матеріалами власних досліджень і спостережень. У виданні розглядаються геолого-тектонічні, геоморфологічні, кліматичні, гляціологічні і гідрологічні особливості гірських систем, характеризуються спектри висотної природної зональності і пануючі типи гірських ландшафтів, умови життя населення і ведення господарства в горах[6].

- (рос.) Голубчиков Ю. Н. География горных и полярных стран. — М. : Изд-во МГУ, 1996. — 304 с. — ISBN 5-211-03733-7. — Одне з перших у світовій літературі зведень про мерзлотні райони земної кулі від екваторіальних і тропічних високогірїв до полярних тундр і пустель. Підсумовує результати багаторічних географічних, екологічних і гуманітарних досліджень сучасних перигляціальних середовищ, розташованих між вічними снігами і верхніми межами лісових поясів. Велику увагу приділено людині в найсуворіших середовищах і екологічним наслідкам її діяльності.

- (рос.) Голубчиков Ю. Н. География человека. — М. : УРСС, 2003. — 296 с. — ISBN 5-354-00261-3. — Перша спроба поєднання російської антропогеографічної школи зі світовим надбанням гуманітарної географії. Поєднання аспектів країнознавства, краєзнавства, історії географічних відкриттів, географії культур і релігій, етнополітичної географії, антропогеографії, народознавства, ландшафтознавства, вчення про Північ. Книга малює геодетерміністську картину поєднання географії та історії, що дозволяє виявити їх взаємозалежність, зробити огляд людства в глобальному аспекті.

- (рос.) Голубчиков Ю. Н. География Чукотского автономного округа. — М. : ДИК, 2004. — 320 с. — ISBN 978-5-16-004682-2. — Навчальний регіональний посібник, збагачений цитатами і уривками з художніх, філософських та наукових творів, віршами, спогадами з мемуарів, кольоровими картами. Посібник доповнений якісним довідковим матеріалом, словником місцевої топонімії. 2006 року на конкурсі «Регіональний підручник» праця зайняла перше місце (голова журі В. М. Котляков) і була нагороджена дипломом першого ступеня.

- (рос.) Голубчиков Ю. Н. Глобальные катастрофы в истории цивилизаций. — М. : Вече, 2005. — 386 с. — ISBN 5-9533-0442-0. — У книзі розглядаються дві діаметральнопротилежні точки зору відносно витоків усього сущого — катастрофізм та еволюція. Автор у книзі торкається проблем зародження життя, астероїдно-кометної небезпеки, глобальних вимирань, готовності людства до прийдешніх катастроф.

- (рос.) Голубчиков Ю. Н. Природные зоны в жизни людей. — М. : Чистые пруды, 2005. — 32 с. — ISBN 5-9667-0090-7. — Розглянуті аспекти географічного детермінізму етногенезу, побуту, звичайного життя народів. У праці відроджуються російські традиції антропогеографічної школи, що розглядала фізичну географію базисом для розвитку особливостей різних народів.

- (рос.) Голубчиков Ю. Н., Мнацаканян Р. А. Исламизация России. Тревожные сценарии будущего. — М. : Вече, 2005. — 418 с. — ISBN 5-9533-1026-9. — У книзі зроблена спроба осягнути проблематику процесів взаємного впливу  європейської християнської та азійської ісламської цивілізацій на теренах Росії. Можливості останньої зберегти власну самобутність на тлі зростаючого протиборства цих культур.

- (рос.) Голубчиков Ю. Н., Нестеренко В. Ф. Четыре сценария будущего России. — М. : Капитал инфо, 2006. — 280 с. — ISBN 978-5-98425-015-2. — У праці поданий прогноз майбутнього розвитку Росії з огляду на взаємодію з системотворними політико-економічними режимами провідних країн світу.

- (рос.) Голубчиков Ю. Н. Катастрофы в истории Земли и человека. — М. : Белый город, 2009. — 192 с. — ISBN 978-5-7793-1654-5.
- (рос.) Голубчиков Ю. Н. Основы гуманитарной географии : учебное пособие для университетов. — М. : Инфра-М. — С. 368. — ISBN 978-5-16-004682-2. — Спроба поєднання російської антропогеографічної школи зі світовим надбанням гуманітарної географії.
- (рос.) Голубчиков Ю. Н. О тайнах целей и начал // Божественное откровение и современная наука. — М. : Три сестры, 2011. — С. 48-97.
- (рос.) Голубчиков Ю. Н. Гуманитарная география в стратегиях выживания человечества. — М. : Диалог культур, 2014. — 328 с. — ISBN 978-5-98425-074-0.
- (рос.) Голубчиков Ю. Н. Теоретические основы туристической географии. — М. : Издательский сервис, 2017. — 192 с.
- (рос.) Голубчиков Ю. Н., Кружалин В. И. Туристическая география Севера России. — М. : Издательский сервис, 2018. — 124 с.
- (рос.) Голубчиков Ю. Н., Кружалин В. И. Туристическая география Севера России. — М. : Издательский сервис, 2018. — 124 с.

Голубчиков є автором і редактором текстів ряду атласів. Кожен з атласів несе багатопланову інформацію про території, які в ньому розглядаються.
- (рос.) Голубчиков Ю. Н., Шокарев С. Ю.  — М. : АСТ, 2009. — 368 с.
- (рос.) Голубчиков Ю. Н., Шокарев С. Ю. Универсальный атлас мира. — М. : АСТ, 2008 . — 312 с. — 15 000 прим.
- (рос.) Голубчиков Ю. Н. Универсальный историко-географический атлас России. — М. : АСТ, 2008. — 384 с. — 15 000 прим. — ISBN 978-5-17-055141-5.
- (рос.) Голубчиков Ю. Н., Шокарев С. Ю. Атлас мира. — М. : АСТ, 2011. — С. 563. — 15 000 прим.
- (рос.) Большой атлас России. — М. : Астрель. — 15 000 прим.
- (рос.) Голубчиков Ю. Н., Шокарев С. Ю. Атлас Tartarica. История татар и народов Евразии. Республика Татарстан вчера и сегодня. — М. : Издательско-Продюсерский Центр «Дизайн. Информация. Картография», 2006. — 888 с. — 15 000 прим.
- (рос.) Голубчиков Ю. Н., Иманкулов М. К. Историко-культурный атлас Кыргызстана. — М. Бишкек : ДИК, 2001. — 176 с. — 15 000 прим.

## Нагороди і відзнаки
- 2014 — міжнародна премія Лідери туристичної індустрії[4].
- 2014 — грамота від Федерального агентства з туризму Російської Федерації[4].
- 2014 — подяка від ректора Московського університету[4].

## Родина
Одружений з Надією Дементьєвою (нар. 30 серпня 1949 року, Уссурійськ, Приморський край), майстринею велосипедного спорту, випускницею біолого-ґрунтового факультету Далекосхідного федерального університету, колишньою науковою співробітницею Біолого-ґрунтового інституту Далекосхідного наукового центру. З Надією Юрій познайомився на початку 1970-х в одній з тайожних географічних партій у горах Малого Хінгану.
Юрій Голубчиков з 1983 року живе в селищі станції Манихино Істрінського району Московської області.
Подружжя має двох синів — Олега (нар. 1977) і Михайла (нар. 1983), обидва вони географи. Перший син Олексій помер у віці 1 місяця з вини лікарів (нар. 1974).
Олег після закінчення географічного факультету МДУ і аспірантури географічного факультету Оксфордського університету влаштувався у Великій Британії, викладає на географічному факультеті університету Уельсу в Кардіффі. Онука Софія Олегівна (нар. 2012), живе з батьками в Кардіффі.
Михайло закінчив географічний факультет МДУ та аспірантуру інституту геоекології РАН, веде інженерно-геологічні та інженерно-екологічні вишукування. Онук Данила Михайлович (нар. 2007) живе з батьками в Москві.
Брат — Сергій Миколайович Голубчиков (14 серпня 1960 — 19 жовтня 2015) — кандидат географічних наук, еколог, автор ряду книг з географії та екології, професор Міжнародного еколого-політологічного університету (МНЭПУ) та науковий співробітник Вищої школи економіки, редактор відділу журналу «Энергия» РАН. Жив у Кострово (Московська область). Раптово помер від серцевого нападу 19 жовтня 2015 року.